# Elisabeths Winter und Frühling in Rom

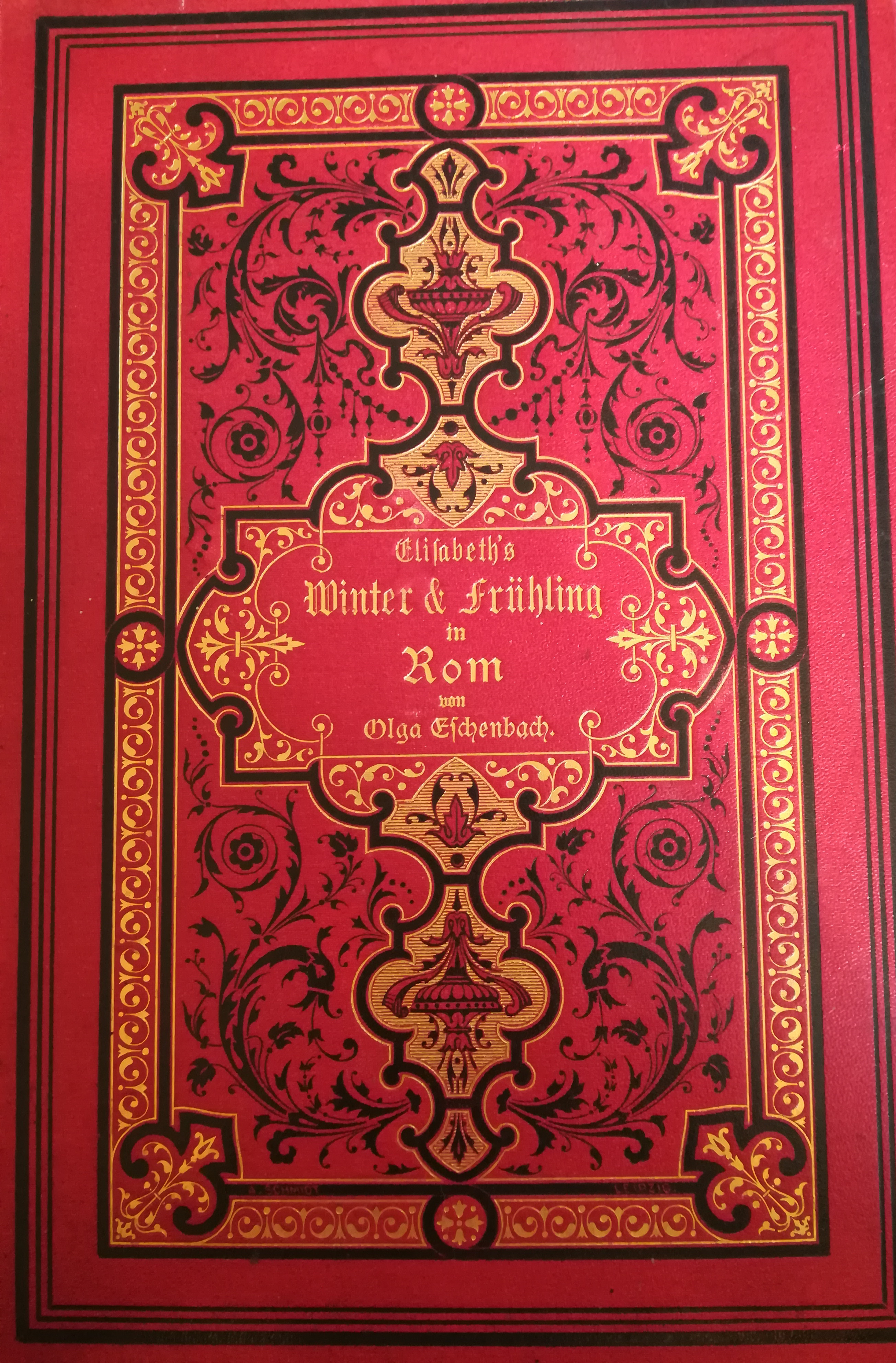
Cover von "Elisabeths Winter & Frühling in Rom"

Der Roman Elisabeth’s Winter & Frühling in Rom wurde 1881 von der Kinder- und Jugendbuchschriftstellerin Johanna Hering unter dem Pseudonym Olga Eschenbach veröffentlicht. Es ist die Geschichte eines siebzehnjährigen Mädchens, Elisabeth von Stachau, das ihre Großmutter nach Rom begleitet und Briefe an die Schwestern ihres beinahe Verlobten schreibt. Es ist eine Reiseerzählung, die sich dem Genre der Backfischromane zuordnen lässt, da sie belehrende Motive enthält.

## Inhalt
Der Roman ist in zwei Teile gegliedert: in die Vorgeschichte und zwanzig Briefe, die einen Aufenthalt in Rom schildern.

### Vorgeschichte
In drei Unterkapiteln wird die Ankunft von Elisabeth und Frau von Rothenfels, ihrer Großmutter, am neunten Januar 1879 in einem Hotel in Rom beschrieben sowie die ersten Tage im Hotel. Dabei erfährt der Leser, dass Frau von Rothenfels bereits vor etlichen Jahren mit ihrem Ehemann in Rom gewesen ist.
Sie richten sich in ihrem Zimmer ein, wobei eine anstehende Verlobung Elisabeth mit einem Hauptmann, Leo von Rödern, zur Sprache kommt. Da der Hauptmann mit 32 Jahren beinahe doppelt so alt ist wie Elisabeth, wurde die Verlobung von ihren Eltern aufgeschoben. Auch soll sie sich erst über ihre Gefühle klarwerden. Dazu gehört ein vorläufiges Kontaktverbot, das die beiden Liebenden durch die Schwestern des Hauptmanns umgehen wollen.
Dem Gespräch schließt sich ein ausführlicher Rundgang durch das Hotel und ein Abendessen an, bei dem sie Familie von Bener kennenlernen. Ihre neuen Bekannten haben eine fünfzehnjährige Tochter, Grete von Bener, durch sie erfährt man von Elisabeths Begeisterung für Musik, obwohl sie gänzlich unmusikalisch ist.
Im letzten Unterkapitel erzählt Elisabeth von ihren Vorstudien, die ihr von ihrer Gouvernante, Tante Charlotte, aufgebürdet wurden. Auch soll sie ihre Erlebnisse in einem Buch festhalten, wozu sie keinerlei Lust hat. Frau von Rothenfels funktioniert das Buch um, Elisabeth soll darin Zeichnungen festhalten.

### Erster Brief
Elisabeths Briefe richten sich an Leos Schwestern, Erna und Helene. Da die drei sich nicht persönlich kennen, beginnt Elisabeth mit einer Einführung in ihr Leben und in das ihrer Familie, die ein Gutsbesitz in Ostpreußen besitzt. Sie schreibt, dass sie mit fünf Jahren ihren drei Jahre jüngeren Bruder verlor, woraufhin ihre Eltern eine Reise nach Italien unternahmen, um den Schmerz zu vergessen, was ihnen jedoch nicht gelang. Nach deren Rückkehr lernte Elisabeth Leo kennen, den Neffen eines Nachbarn.
Zu Tante Charlotte, eigentlich Fräulein Charlotte Bender, hatte sie anfangs ein schwieriges Verhältnis, das sich mit der Zeit besserte, da Tante Charlotte mit Pflichtbewusstsein, Intelligenz und Vertrauen an den Unterricht ging. Das Verhältnis zu ihren Eltern litt unter dem Tod ihres Bruders, besserte sich jedoch ebenfalls nach einem besonderen Weihnachtsfest zur Kriegszeit, dessen Schilderung den Hauptteil des Briefes einnimmt, da sich Elisabeth und Tante Charlotte für die Armen einsetzten und diese zu sich einluden. Fortan gaben sie an jedem Sonntag vor Weihnachten ein ähnliches Essen für die Kinder der Leute, die auf den Gütern der Familie lebten.

### Zweiter Brief
Im Herbst 1872 verschlechterte sich die Gesundheit ihrer Großeltern, weshalb diese von Berlin wegen nach Baden-Baden zogen. Im Juni 1873 besuchte Elisabeth ihre Großeltern, wo es ihr gut gefiel, nicht jedoch die herausgeputzten Mädchen, die "einherstolzirten und sich gegenseitig musterten". Ende Oktober reiste Elisabeth wieder nach Hause, wo inzwischen zu ihrer Freude und Überraschung ihre Geschwister geboren wurden: Ihr kleiner Bruder, nach dem Vater Werner benannt, und ihre kleine Schwester, nach der Mutter Theodora benannt. Im Frühjahr 1877 starb ihr Großvater, woraufhin ihre Großmutter über den Winter zu ihnen zog. Das Leid der Großmutter, überforderte Elisabeth, weshalb sie sich an Tante Charlotte wandte, die ihr den Umgang mit einer leidenden Person erklärte. Der Besuch ihrer Großmutter nahm ein abruptes Ende, da es ihr nicht besser ging.
Die Rückblende Elisabeths wird an dieser Stelle kurz unterbrochen, da sie Briefe von Helene und Erna empfängt. Die beiden haben sie erfreulicherweise als Schwester akzeptiert und angemerkt, dass auch ihre Großeltern gern von Elisabeths Erlebnissen erfahren wollen.
Weil Elisabeths Eltern nichts davon hielten, Mädchen mit Geschenken zu überhäufen, bekam sie zur Konfirmation nur Blumen. Ihre Großmutter kam nicht zur Konfirmation, weil sie die weite Reise aus gesundheitlichen Gründen fürchtete. Sie schrieb Elisabeth jedoch einen Brief, in dem sie Elisabeth auf eine Reise im Januar 1879 nach Italien einlud, zu der ihr ihre Ärzte geraten hatten. Elisabeth sagte sofort zu, da sie bereits viele Andenken aus dem "Zauberland" mitgebracht bekommen hatte und sie das Land selbst sehen wollte. Kurz nach ihrer Zusage erwartete Elisabeth eine weitere Überraschung. Leo kam zu Besuch. Alle Familienmitglieder mochten ihn, weil er mit den Kleinen spielte und nur von Heldentaten der anderen erzählte. Elisabeth brauchte im Gegensatz zu ihrer Familie mehr Zeit, um zu ihrem früheren Umgang mit ihm zurückzukehren. Dennoch gelang es ihr, was den Abschied am Vortag der Reise schmerzhafter machte. An diesem Abend machte Leo ihr den Heiratsantrag und obwohl Elisabeth nicht antworten durfte, da ihre Eltern ihr für die Entscheidung Zeit lassen wollten, sagte sie Leo stumm zu, indem sie ihre Hände in seine legte.

### Dritter Brief
Der dritte Brief entsteht einige Wochen nach der Ankunft in Rom. Elisabeth gesteht gleich zu Anfang, dass sie mit viel bruchstückhaften Wissen nach Rom kam und auch vom Reisebuch überfordert war, da dieses zu viele Informationen und Orte enthält: 369 Kirchen, 12 Obelisken, 150 Plätze, 50 große Brunnen, unzählige Paläste und vieles mehr.
Das Fremdenviertel ist der erste Ort, den Elisabeth in ihren Briefen beschreibt, neben diesem zählt sie viele weitere Orte auf, an denen sie und ihre Großmutter vorbeigelaufen sind. Die Besichtigung einiger Sehenswürdigkeiten hilft Elisabeth, die Stadt zu verstehen und sich wohlzufühlen.
In ihren Beschreibungen finden sich folgende Sehenswürdigkeiten: Porta del Popolo, Piazza del Popolo, Piazza Montanara, mehrere Tempel, Obelisken und Brunnen, die Promenade Roms, die spanische Treppe, der Ausblick vom Monte Pincio sowie Kirchen und Kapellen. Einen großen Eindruck haben auch die flanierenden Offiziere gemacht, alle in unterschiedlichen Uniformen und mit reich geschmückten Frauen. Elisabeth weist die Schwestern auf schöne Pflanzen und Büsten hin und auf die Tatsache, dass viele Leute ihre Hunde mitnehmen, obwohl diese nichts auf den Ausflügen zu suchen hätten. In entlegenere Stadtteile reisen Elisabeth und ihre Großmutter erst im Februar. Die Straßen seien hübsch, aber zugleich nicht alle ansehnlich, die Läden seien sauber und die Waren geschmackvoll angerichtet. Es folgt eine Auflistung der Waren und der Hinweis darauf, dass sie sich die Italiener anders vorgestellt hat. Die Sprache klinge weder sanft noch musikalisch, die Bürgerlichen hätten elegante Kleidung getragen, viele seien umhergeschlendert, als hätten sie nichts zu tun, während ihre Häuser schmutzig und unkomfortabel seien. Auf einem Spaziergang sieht Elisabeth Mädchen, die von Klosterfrauen spazieren geführt werden und die Elisabeth leidtun. Der Anblick zeigt ihr auf, wie sehr sie doch in Freiheit aufgewachsen ist.

### Vierter Brief
Im vierten Brief geht Elisabeth auf die Fragen der Schwestern ein. Erna fragt nach der Zeiteinteilung der beiden Reisenden. Helene fragt nach Elisabeths Bekanntschaften, italienischen Gesellschaften und Theaterbesuchen.
Elisabeth schildert ihre Tagesroutine, die vor sieben Uhr früh mit Lesen und Schreiben beginnt. Anschließend gibt es ein Frühstück, Gespräche und ein Besuch im Salon, wo Elisabeth zeichnet oder schreibt und ihre Großmutter Pläne schmiedet oder ebenfalls schreibt. Das Hotel verlassen sie erst nach zehn Uhr, um bei gutem Wetter Ausflüge zu unternehmen. Beim Abendessen sitzt Elisabeth normalerweise neben Familie von Bener, da jedoch am Vorabend des vierten Briefs Familie von Bener bei Bekannten war, saß ein junges Ehepaar neben Elisabeth, die den Schwestern die Unterhaltung mit dem Paar ausführlich schildert, weil die Frau unzufrieden mit Rom ist. Elisabeth habe während des Gesprächs betont, dass man nach Rom wegen der Sehenswürdigkeiten komme und nicht wegen des guten Wetters, doch an ihren Ausführungen hätte nur der Ehemann Interesse gezeigt.
Von allen Mädchen im Hotel hat Elisabeth Gretchen am liebsten, da diese aufrichtig, natürlich und lustig ist und obwohl diese sich unüberlegt äußert. Davon abgesehen kommt zweimal in der Woche eine italienische Malerin vorbei, um Elisabeth Zeichenunterricht zu geben. Ebenfalls zweimal kommt eine Italienerin, um sich mit ihr zu unterhalten. Zu Gesellschaften geht Elisabeth ihrer Großmutter zuliebe nicht, obwohl die Gräfin Waldersee, eine befreundete Dame der Großmutter, sie oft zu solchen einlädt.

### Fünfter und sechster Brief
Die beiden Briefe widmen sich der ausführlichen Beschreibung der Ausflüge zur Grabkirche des Apostels Petrus, der Grabkirche des Apostels Paulus, zum Kapitol und den Tarpejischen Felsen.

### Siebter Brief
Den siebten Brief schreibt Elisabeth während der Karnevalszeit, weil ihre Großmutter jedoch geraten hat, nicht vorschnell zu urteilen, will Elisabeth ein anderes Mal vom Karneval berichten. Stattdessen schreibt Elisabeth über eine musikalische Soirée, zu der sie die Gräfin Waldersee eingeladen hat. Da die Gräfin den Vorurteilen der Italiener, die Deutschen würden sich nicht geschmackvoll kleiden, entgegenwirken will, kommt sie vor der Soirée vorbei und prüft Elisabeths Kleid. Ihr Kompliment, dass Elisabeth ein hübsches Mädchen sei, nimmt die Großmutter nicht unkommentiert an, weil Komplimente eitel machen würden.
Auf der Soirée stechen zwei Frauen hervor. Zwei arme Malerinnen, die nach Rom gekommen sind, um mit dem Malen Geld zu verdienen. Auf Bitte ihrer Großmutter hin stellt ihnen die Gräfin die Künstlerinnen vor: Eine eitle Adlige und eine bescheidene Ostpreußin. Noch bevor die Soirée beendet ist, gehen Elisabeth und ihre Großmutter ins Hotel. Dort bittet Elisabeth ihre Großmutter um Erlaubnis, der Ostpreußin zu helfen, wofür sie ihr eigenes Geld aufwenden will.
Im Atelier der Ostpreußin erfahren sie die traurige Lebensgeschichte der Künstlerin, Rosa Siegfried, die ihre Ersparnisse für den Traum, eine Malerin zu werden, verlor und sich kaum über Wasser halten kann. Elisabeth hat Mitleid mit der Künstlerin, weshalb sie zwei Studienköpfe gekauft hat, um sie zu unterstützen. Abends unterhält sie sich mit ihrer Großmutter über den Besuch, die die Hoffnung auf ein besseres Leben sehr schätzt.

### Achter Brief
Der achte Brief ist der Karnevalszeit gewidmet. Der erste und zweite Tag ist ganz dem Konfettiwerfen gewidmet. Es gibt Musik und die Menschen sind verkleidet, wobei Elisabeth die Kostüme schlecht findet. Während Elisabeth lediglich zuschaut, verbraucht Gretchen viel teures Konfetti, ohne dass ihre Eltern ihr Einhalt gebieten können. Der dritte Tag gefällt Elisabeth am meisten, da es schönes Wetter gibt. Statt Konfetti gibt es Blumen und Zuckerwatte. Nebst der Beschreibung von Trachten gibt es auch unterschiedliche Masken, geschmückte Wagen und einen Elefanten, von dessen Rücken ein Inder Blumen zu den Fenstern hochwirft, sowie einen Vogelstrauß. Der Abend schließt mit einem Pferderennen. Elisabeth hat Mitleid mit den abgemagerten Tieren. Zuletzt beschreibt sie die Moccoli-Feier am letzten Tag der Feier, ein tanzendes Grüppchen auf der Spanischen Treppe und ein Fest auf der Piazza Navona.

### Neunter Brief
Werner, Elisabeths Bruder, verrät Elisabeth in einem Brief, dass Leo zum Major befördert wurde und in eine Stadt nahe Baden-Baden versetzt worden ist. Außerdem widmet Elisabeth sich der Beschreibung italienischer Brunnen.

### Zehnter Brief
Im März besichtigen Elisabeth und ihre Großmutter protestantische und katholische Kirchen sowie den Pincio, wo Elisabeth spielende Kinder aller Schichten betrachtet. Abschließend erwähnt Elisabeth, dass sie die Königin gesehen haben und diese ihren Gruß erwidert hat.

### Elfter Brief
Der elfte Brief widmet sich den Ruinen. Ihre Großmutter übernimmt die Rolle des Führers, da sie die Stätten bereits mit ihrem Mann gesehen hat. Elisabeth beschreibt ihre Eindrücke, die sie während ihrer Besichtigungen gewinnt, nicht jedoch die Ruinen, da diese gesehen werden müssten, um sie zu begreifen. Den Brief schließt sich mit der Einsicht, dass man erst in der Fremde merkt, wie schön es zuhause ist.

### Zwölfter Brief
Elisabeth beschreibt die Katakomben auf Wunsch von Erna. Vor ihrem Ausflug liest sie, dass in den Katakomben ein Priester und vierzehn Zöglinge verunglückt seien, daher hat sie Angst, darunter zu gehen. Da aber Erna es sich wünscht, überwindet Elisabeth sich.

### Dreizehnter Brief
Den dreizehnten Brief widmet Elisabeth ihrem Ausflug nach Tivoli, nahe Rom. Elisabeth, ihre Großmutter, Gretchen und die Gräfin teilen sich einen Wagen auf dem Weg dorthin. Den Ausflug in die Ruinenwelt durch Adrians Villa beschreibt sie melancholisch. Abschließend berichtet Elisabeth von zwei Briefen: Einem Liebesbrief von Leo und einem Brief von ihrem Vater, der seine Freude aber auch Trauer darüber ausdrückt, sie zu verlieren.

### Vierzehnter Brief
Elisabeth beschreibt im vierzehnten Brief einen Ostergottesdienst, den sie zweimal besucht haben. Die Osterzeit nutzen die beiden auch, um den Vatikan zu besichtigen. Und obwohl Elisabeth keine Galerien beschreiben will, da die Beschreibung von Statuen und Bildern langweilig sei, widmet sie der vatikanischen Sammlung viel Platz. Im Zuge dessen schildert Elisabeth ein Gespräch zwischen einem jungen Paar, bei dem die Frau ihr Desinteresse am Ausflug äußert. Elisabeth ist im Gegenzug zu der Frau sehr von der Sammlung angetan. Daher ist sie umso bestürzter, dass einige Besucher ihre Namen auf Ornamente gekritzelt haben. Ein Stück, dem Elisabeth großes Interesse widmet, ist die Zeusbüste, da an der Büste alle Eigenschaften zu sehen seien, die einen höchsten Gott ausmachen würden: Weisheit, Kraft, Ruhe, Güte.

### Fünfzehnter Brief
Elisabeth fühlt sich von allem, was es zu sehen gibt, erdrückt, dies obwohl es mehr regnet als üblich und sie auf längere Fahrten verzichten. Aus Mangel an Ausflügen schildert Elisabeth in diesem Brief ordnungsgemäßes Verhalten, das sie von ihrer Großmutter nahegelegt bekommt, darunter, dass sie nicht alles essen soll, sich warm anziehen soll und nicht zu erhitzt in kühle Räume gehen darf. Als Gegensatz dazu schildert sie das schlechte Verhalten Gretchens.

### Sechzehnter Brief
Im Mai besuchen Elisabeth und ihre Großmutter Lustgärten. Ihre Großmutter hatte darauf bestanden, mit dem Besuch zu warten, bis alles grün ist. Wie immer stimmt Elisabeth der Entscheidung ihrer Großmutter zu, da zum Zeitpunkt ihres Besuchs allerlei Blumen und Düfte zugegen sind, deren Beschreibung Elisabeth einige Seiten widmet. Zum Schluss kommt sie zu der Feststellung, dass sie nicht zu einer Prinzessin oder Römerin taugen würde, da sie die Pracht zwar wunderschön findet, aber nicht den Wunsch verspürt, sie zu besitzen. Auf ihren Ausflügen sieht Elisabeth zwei Herren, die ihre Namen in eine Statue kratzen. Elisabeths Großmutter sieht so ein Verhalten nicht gern, da dadurch fremdes Eigentum beschädigt wird. Beide sehen die Zerstörung mit an, sagen aber nichts zu den Herren und gehen weg. Stattdessen widmet Elisabeth sich einer Eisenbahn, die an ihnen vorbeifährt.

### Siebzehnter Brief
Im siebzehnten Brief schildert Elisabeth ihre Gedanken, die sie zu dem Schluss bringen, dass der Norden auch seine Reize hat. Auch fragt sie sich, ob Leo sich über ihren Brief gefreut hat. Sie befürchtet, dass sie ihn in Zukunft enttäuschen könnte, berichtet aber sogleich von der Anstehenden Verlobungsfeier, die gleich nach ihrer Rückkehr aus Italien stattfinden soll. Elisabeth freut sich auf die Heimkehr und nimmt sich vor, die Gegenwart zu genießen und ihr Glück in Gotteshand zu legen.

### Achtzehnter Brief
Elisabeth und ihre Großmutter gehen ein letztes Mal durch die Thermen des Caracalla, deren Raumnutzung sie unzureichend findet, und machen einen Spaziergang durch die Campagna, die einige Gefahren bietet. Weiter bemängelt Elisabeth, das Verhalten einiger Reisender, die sich die Sehenswürdigkeiten viel zu schnell ansehen oder ihre Begeisterung lächerlich laut herausschreien.

### Neunzehnter Brief
In ihren letzten Tagen in Rom schlendern sie durch die Stadt und nehmen schwermütig Abschied. Elisabeth zählt all die Andenken auf, die sie und ihre Großmutter für Elisabeth, die Angestellten und die Familie gekauft haben. Außerdem widmet Elisabeth einige Seiten ihren Besichtigungen. So sehen sie sich das Pantheon und das Kolosseum bei Mondschein, das Ghetto, eine Mosaikfabrik sowie den Aventin an. In diesem Rahmen erzählt sie eine Legende über die Gründung eines Klosters und die Geschichte der römischen Juden. Auch fasst die kommende Rückreise zusammen.

### Zwanzigster Brief
Den letzten Brief verfasst Elisabeth am 26. Mai 1879. Dort schildert sie den Abend vor ihrer Abreise und sagt, dass in Rom vieles anders war, als sie es sich vorgestellt hatte. Sie hofft auf ein baldiges Treffen mit Leos Verwandten, bei dem sie den Segen der Großeltern von Leo erbitten will.

## Zuordnung als Backfischroman
Reiseerzählungen für Mädchen erlebten ihre Blüte in den letzten zwei Jahrzehnten des 19. Jahrhunderts, weshalb Johanna Hering mit ihrem Roman 1881 den Zeitgeist traf. Ihre Motivation zum Schreiben des Romans nahm sie laut Vorwort aus einer Reise nach Rom, dort hätte sie einige unwissende Frauen kennengelernt, die schlichtweg nicht auf die Reise vorbereitet waren. Daher hätte es nahegelegen, einen Roman im Sinne einer lehrreichen Vorbereitung auf einen Romaufenthalt zu schreiben. Damit lässt sich der Roman in die Gattung der Backfischromane einordnen. So schildert die Protagonistin einige wichtige Sehenswürdigkeiten, die ein Reisender gesehen haben muss, und gibt nützliche Informationen zu diesen wieder. Sie selbst ist ganz nach dem typischen Muster der Gattung charakterisiert: Eine junge Frau, die aus familiären und bildenden Gründen eine Reise unternimmt. Auch ist Elisabeth die perfekte Enkelin und Tochter, was nochmals die moralischen Hintergründe des Romans unterstreicht. Sie gibt keinen Widerspruch, akzeptiert die Regeln und Gebote der Erwachsenen, ist hilfsbereit sowie wissbegierig und kritisiert Fehlverhalten anderer junger Mädchen, Frauen und Männer. Zum Schluss steht die Verehelichung der Protagonistin, die der Ehe glücklich entgegensieht. So ist die Figur der Elisabeth genauso aufgebaut, wie die Literatur des 18. und 19. Jahrhunderts es vorsah. Sie ist eine junge Frau, deren einwandfreies Verhalten als Vorbild für Töchter, Enkelinnen und angehende Ehefrauen dienen kann. Wobei Elisabeth gern auf den Rat ihrer Großmutter oder anderer Erwachsener zurückgreift so beispielsweise nach dem Tod ihres Großvaters. Elisabeth bittet um Rat bei Tante Charlotte, weil sie mit dem Leid ihrer Großmutter überfordert ist und gern helfen will. Zugleich setzt sie sich für die Armen und Bedürftigen ein, darunter die arme Künstlerin und daheimgebliebene Frauen und Kinder der für den Krieg eingezogenen Gutsarbeiter. So fordert der Roman junge Frauen zum höfflichen und normgerechten Auftreten auf. Sie sollen freundlich sein, den Rat von Erwachsenen befolgen, viel lernen und dennoch zurückhaltend agieren.

## Die Erzählperspektive
Der Roman ist zweigeteilt in eine Vorgeschichte und zwanzig Briefe von Elisabeth an ihre zukünftigen Schwägerinnen. Die Erzählperspektive der Vorgeschichte ist aus Sicht eines allwissenden Erzählers geschrieben. Die Briefe sind dagegen aus der Sicht von Elisabeth verfasst. Wobei die Briefe drei Ebenen enthalten: Die Ebene des Schreibvorgangs, die Ebene der Besichtigungen und die des familiären Rückblicks. So beginnt der zweite Brief mit der Beschreibung weißer Kamelien, die vor Elisabeth auf dem Tisch stehen, während sie den Brief an Helene und Erna schreibt. In der Ebene des familiären Rückblicks, der die ersten beiden Briefe einschließt, schildert sie ihre Kindheit, ihr und Leos Kennenlernen sowie die stille Verlobung und die Beweggründe für die Reise nach Rom. Die restlichen Briefe fassen vorwiegend Ausflüge zusammen, die Elisabeth mit ihrer Großmutter unternimmt.

## Bezüge zum Leben der Autorin
Der Roman weist einige Parallelen zum Leben der Autorin auf. Wie auch Elisabeth hat Johanna Hering eine Reise nach Rom unternommen und hat dort einige unvorbereitete Reisende kennengelernt. Nebst dieser Parallele werden auch einige weitere Orte im Roman genannt, an denen die Autorin gelebt hat und an die sie gereist war. So auch zum Leben der armen Künstlerin aus Königsberg. Johanna Hering lebte selbst einige Jahre in Königsberg und lernte dort ihren Ehemann kennen. Beider Vater verstarb früh, beide waren als Lehrerinnen tätig und reisten nach Rom wegen ihrer schlechten Gesundheit. Auch Baden-Baden findet sich in der Lebensgeschichte der Autorin wieder, die das Vorwort in Gernsberg nahe Baden verfasst hat.